# Canadian Country Music Hall of Fame
De Canadian Country Music Hall of Fame is een erelijst van Canadese personen met bijzondere verdienste voor de countrymuziek. De lijst is onderverdeeld in drie categorieën: Artists (uitvoerende artiesten), Broadcasters (omroepmedewerkers, zoals diskjockeys, presentators, enz.) en Builders (personen die de Canadese countrymuziek op een andere manier ondersteund hebben).
De lijst werd in 1984 in het leven geroepen door de Canadian Country Music Association (CCMA) die expositie heeft ingericht in een gebouw in Merritt in Brits-Columbia, Canada.

## Hall of Fame
| Jaar van opname | opgenomen              | categorie   |
| --------------- | ---------------------- | ----------- |
| 1984            | Wilf Carter            | Artiest     |
| 1984            | Tommy Hunter           | Artiest     |
| 1989            | Maurice Bolyer         | Artiest     |
| 1989            | The Mercey Brothers    | Artiest     |
| 1989            | Papa Joe Brown         | Artiest     |
| 1989            | Charlie Chamberlain    | Artiest     |
| 1989            | Al Cherney             | Artiest     |
| 1989            | King Ganam             | Artiest     |
| 1989            | Dallas Harms           | Artiest     |
| 1989            | Earl Heywood           | Artiest     |
| 1989            | Don Messer             | Artiest     |
| 1989            | Marg Osburne           | Artiest     |
| 1989            | Orval Prophet          | Artiest     |
| 1989            | Hank Snow              | Artiest     |
| 1989            | Lucille Starr          | Artiest     |
| 1989            | Ian Tyson              | Artiest     |
| 1990            | Gordie Tapp            | Artiest     |
| 1991            | The Rhythm Pals        | Artiest     |
| 1992            | Carroll Baker          | Artiest     |
| 1993            | Ward Allen             | Artiest     |
| 1993            | Stu Davis              | Artiest     |
| 1993            | Bob Nolan              | Artiest     |
| 1993            | Stu Phillips           | Artiest     |
| 1994            | Dick Damron            | Artiest     |
| 1995            | Gene MacLellan         | Artiest     |
| 1996            | Myrna Lorrie           | Artiest     |
| 1997            | Family Brown           | Artiest     |
| 1998            | Ray Griff              | Artiest     |
| 1999            | Ronnie Prophet         | Artiest     |
| 2000            | Colleen Peterson       | Artiest     |
| 2001            | Gary Buck              | Artiest     |
| 2001            | Gordon Lightfoot       | Artiest     |
| 2002            | Anne Murray            | Artiest     |
| 2003            | Sylvia Tyson           | Artiest     |
| 2004            | The Good Brothers      | Artiest     |
| 2005            | Gary Fjellgaard        | Artiest     |
| 2006            | Terry Carisse          | Artiest     |
| 2007            | John Allan Cameron     | Artiest     |
| 2008            | Prairie Oyster         | Artiest     |
| 2009            | Buffy Sainte-Marie     | Artiest     |
| 2010            | Donna & LeRoy Anderson | Artiest     |
| 2010            | Willie P. Bennett      | Artiest     |
| 2010            | Marie Bottrell         | Artiest     |
| 2010            | Eddie Eastman          | Artiest     |
| 2010            | Ray St. Germain        | Artiest     |
| 2010            | Don Harron             | Artiest     |
| 2010            | Fred McKenna           | Artiest     |
| 2010            | Wayne Rostad           | Artiest     |
| 2010            | Joyce Smith            | Artiest     |
| 2010            | Hal & Ginger Willis    | Artiest     |
| 2011            | Michelle Wright        | Artiest     |
| 2012            | Johnny Burke           | Artiest     |
| 2013            | Rita MacNeil           | Artiest     |
| 2002            | Bev Munro              | Broadcaster |
| 2002            | D'Arcy Scott           | Broadcaster |
| 2002            | Elmer Tippe            | Broadcaster |
| 2003            | Fred King              | Broadcaster |
| 2003            | Charlie Russell        | Broadcaster |
| 2003            | Art Wallman            | Broadcaster |
| 2004            | Weird Harold Kendall   | Broadcaster |
| 2005            | Paul Kennedy           | Broadcaster |
| 2006            | Curley Gurlock         | Broadcaster |
| 2007            | Cliff Dumas            | Broadcaster |
| 2008            | Wes Montgomery         | Broadcaster |
| 2009            | John Murphy            | Broadcaster |
| 1984            | William Harold Moon    | Builder     |
| 1988            | Jack Feeney            | Builder     |
| 1989            | Maurice Bolyer         | Builder     |
| 1989            | Don Grashey            | Builder     |
| 1990            | Ron Sparling           | Builder     |
| 1991            | A. Hugh Joseph         | Builder     |
| 1992            | Gordon Burnett         | Builder     |
| 1993            | Ted Daigle             | Builder     |
| 1993            | Frank Jones            | Builder     |
| 1994            | Hank Smith             | Builder     |
| 1995            | Stan Klees             | Builder     |
| 1996            | Larry Delaney          | Builder     |
| 1997            | Sam Sniderman          | Builder     |
| 1998            | Bill Anderson          | Builder     |
| 1999            | Walt Grealis           | Builder     |
| 2000            | Leonard Rambeau        | Builder     |
| 2001            | Gary Buck              | Builder     |
| 2002            | Art Snider             | Builder     |
| 2003            | J. Edward Preston      | Builder     |
| 2005            | R. Harlan Smith        | Builder     |
| 2006            | Brian Ahern            | Builder     |
| 2007            | Sheila Hamilton        | Builder     |
| 2008            | Brian Ferriman         | Builder     |
| 2009            | Barry Haugen           | Builder     |
| 2010            | Tom Tompkins           | Builder     |
| 2011            | Bill Langstroth        | Builder     |
| 2012            | Ralph Murphy           | Builder     |
| 2013            | Ed Harris              | Builder     |